# Kazushi Kimura
Kazushi Kimura (木村 和司 Kimura Kazushi?,  nacido el 19 de julio de 1958 en Hiroshima) es un exfutbolista japonés que se desempeñaba como centrocampista.
Kimura jugó 54 veces y marcó 26 goles para la Selección de fútbol de Japón entre 1979 y 1986. Kimura fue elegido para integrar la selección nacional de Japón para los Juegos Asiáticos de 1982 y 1986.

## Trayectoria

### Clubes
| Club             | País  | Año         |
| ---------------- | ----- | ----------- |
| Yokohama Marinos | Japón | 1981 - 1994 |

### Selección nacional
| Selección | País  | Año         |
| --------- | ----- | ----------- |
| Absoluta  | Japón | 1979 - 1986 |

## Estadística de equipo nacional
| Selección de Japón | Selección de Japón | Selección de Japón |
| Año                | Part.              | Goles              |
| ------------------ | ------------------ | ------------------ |
| 1979               | 3                  | 0                  |
| 1980               | 9                  | 4                  |
| 1981               | 1                  | 0                  |
| 1982               | 8                  | 1                  |
| 1983               | 10                 | 8                  |
| 1984               | 7                  | 4                  |
| 1985               | 10                 | 7                  |
| 1986               | 6                  | 2                  |
| Total              | 54                 | 26                 |

## Palmarés

### Títulos nacionales
| Título                   | Club             | País  | Año       |
| ------------------------ | ---------------- | ----- | --------- |
| Copa del Emperador       | Nissan Motors    | Japón | 1983      |
| Copa del Emperador       | Nissan Motors    | Japón | 1985      |
| Copa Japan Soccer League | Nissan Motors    | Japón | 1988      |
| Copa del Emperador       | Nissan Motors    | Japón | 1988      |
| Japan Soccer League      | Nissan Motors    | Japón | 1988-1989 |
| Copa Japan Soccer League | Nissan Motors    | Japón | 1989      |
| Copa del Emperador       | Nissan Motors    | Japón | 1989      |
| Japan Soccer League      | Nissan Motors    | Japón | 1989-1990 |
| Copa Japan Soccer League | Nissan Motors    | Japón | 1990      |
| Copa del Emperador       | Nissan Motors    | Japón | 1991      |
| Copa del Emperador       | Yokohama Marinos | Japón | 1992      |

### Distinciones individuales
| Distinción                                      | Año       |
| ----------------------------------------------- | --------- |
| Japan Soccer League Best XI                     | 1983      |
| Japan Soccer League Best XI                     | 1984      |
| Japan Soccer League Best XI                     | 1985-1986 |
| Japan Soccer League Best XI                     | 1988-1989 |
| Japan Soccer League Best XI                     | 1989-1990 |
| Inducido al Salón de la Fama del fútbol japonés | 2020      |